# Riley Odoms
Riley Mackey Odoms (* 1. März 1950 in Luling, Texas) ist ein ehemaliger US-amerikanischer American-Football-Spieler auf der Position des Tight Ends.

## Frühe Jahre
Odoms ging in Corpus Christi, Texas, auf die Highschool. Später besuchte er die University of Houston, wo er für das Collegefootballteam 1971 45 Passfänge für 730 Yards und acht Touchdowns erzielte, nachdem er in den zwei Jahren zuvor eher mäßige Leistungen abrief.

## NFL
Odoms wurde im NFL-Draft 1972 in der ersten Runde an fünfter Stelle von den Denver Broncos ausgewählt. Er war damit zusammen mit Mike Ditka der am höchsten gedraftete Spieler auf der Position des Tight Ends bis 2021, als Kyle Pitts von den Atlanta Falcons an vierter Stelle im Draft gezogen wurde. In seinem ersten Jahr für die Broncos erzielte er 21 Passfänge für 320 Yards und einen Touchdown. In der Saison 1977 erreichte er mit den Broncos den Super Bowl XII, welcher jedoch mit 10:27 gegen die Dallas Cowboys verloren ging. Seine statistisch beste Saison hatte er 1978 mit 54 Passfängen für 829 Yards und sechs Touchdowns. Er wurde in seiner Karriere insgesamt vier Mal in den Pro Bowl gewählt (1973–1975, 1978).

## Persönliches
Odoms ist der Enkel von Baseball Hall of Famer Biz Mackey.